# Troisvilles

Troisvilles este o comună în departamentul Nord, Franța. În 1 ianuarie 2022 avea o populație de 808 de locuitori.